# Trevor Brooking
Sir Trevor Brooking MBE (Barking, 1948. október 2. –) angol válogatott labdarúgó, edző.

## Sikerei, díjai
Játékosként
West Ham United FC
- Football League Second Division bajnok: 1980–81
- KEK döntős: 1976
- FA-kupa győztes: 1975, 1980
- Angol ligakupa döntős: 1981

## Fordítás
- Ez a szócikk részben vagy egészben  a   Trevor Brooking című angol Wikipédia-szócikk fordításán alapul.  Az eredeti cikk szerkesztőit annak laptörténete sorolja fel. Ez a jelzés csupán a megfogalmazás eredetét és a szerzői jogokat jelzi, nem szolgál a cikkben szereplő információk forrásmegjelöléseként.